# Oost-Griekwaland
Oost-Griekwaland (Afrikaans: Griekwaland-Oos), ook bekend als Nieuw-Griekwaland was een Griekwarepubliek van 1862 tot 1879.

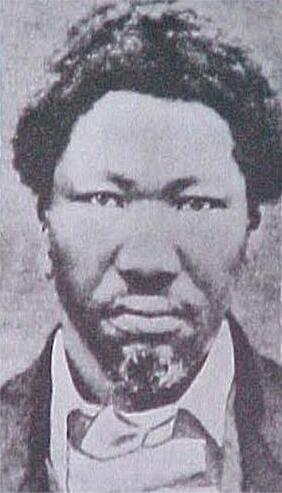
Griekwaleider Adam Kok III

## Geschiedenis
De Griekwa van Oost-Griekwaland leefden oorspronkelijk in Adam Koksland rondom de stad Philippolis. Dit gebied werd vanaf de jaren 30 van de 19e eeuw overrompeld door de blanke Voortrekkers die hier in 1854 de Oranje Vrijstaat stichtten. In 1861 verlieten zo'n 2.000 Griekwa onder leiding van kaptyn Adam Kok III de Vrijstaat om hun vrijheid terug te krijgen. Ze staken de Drakensbergen over om zich in een gebied bekend als Niemandsland te vestigen, dunbevolkt vanwege de genocidale Mfecane die enkele decennia eerder plaatsvond. 
In 1862 arriveerden de Griekwa bij hun eindbestemming en werd Oost-Griekwaland gesticht. De hoofdstad van de staat was Kokstad, vernoemd naar hun kaptyn. Het gebied grensde in het noorden aan de Drakensbergen, in het oosten aan de Natalkolonie, in het zuiden aan Pondoland en in het westen aan Tembuland. De Griekwa waren een minderheid in eigen land, dat in aantallen gedomineerd werd door de Xhosa. In 1874 kwam het gebied onder Brits bestuur te staan en in 1879 werd de republiek door de Britse Kaapkolonie geannexeerd.